# ناديجدا كيباردينا
ناديجدا كيباردينا (الروسية: Кибардина, Надежда Николаевна) هي دراج روسية سابقة.

## سجل النتائج

### سباقات أو مراحل فازت بها
- بطولة العالم لسباق الدراجات على الطريق

## الميداليات
| الميدالية | المسابقة                                    |
| --------- | ------------------------------------------- |
| ذهبية     | بطولة العالم لسباق الدراجات على الطريق 1987 |
| ذهبية     | بطولة العالم لسباق الدراجات على الطريق 1989 |
| فضية      | بطولة العالم لسباق الدراجات على الطريق 1988 |
| برونزية   | بطولة العالم لسباق الدراجات على الطريق 1990 |
| برونزية   | بطولة العالم لسباق الدراجات على الطريق 1991 |
| ذهبية     | بطولة العالم للدراجات على المضمار 1980      |
| ذهبية     | بطولة العالم للدراجات على المضمار 1981      |
| برونزية   | بطولة العالم لسباق الدراجات على الطريق 1992 |

## روابط خارجية
- نادسجا كيباردينا على موقع أرشيف الدراجات (الإنجليزية)
- نادسجا كيباردينا على موقع إحصائيات الدراجات الإحترافية (الإنجليزية)